# Aloe bruynsii
Aloe bruynsii là một loài thực vật có hoa trong họ Măng tây. Loài này được P.I.Forst. mô tả khoa học đầu tiên năm 2003.

## Hình ảnh

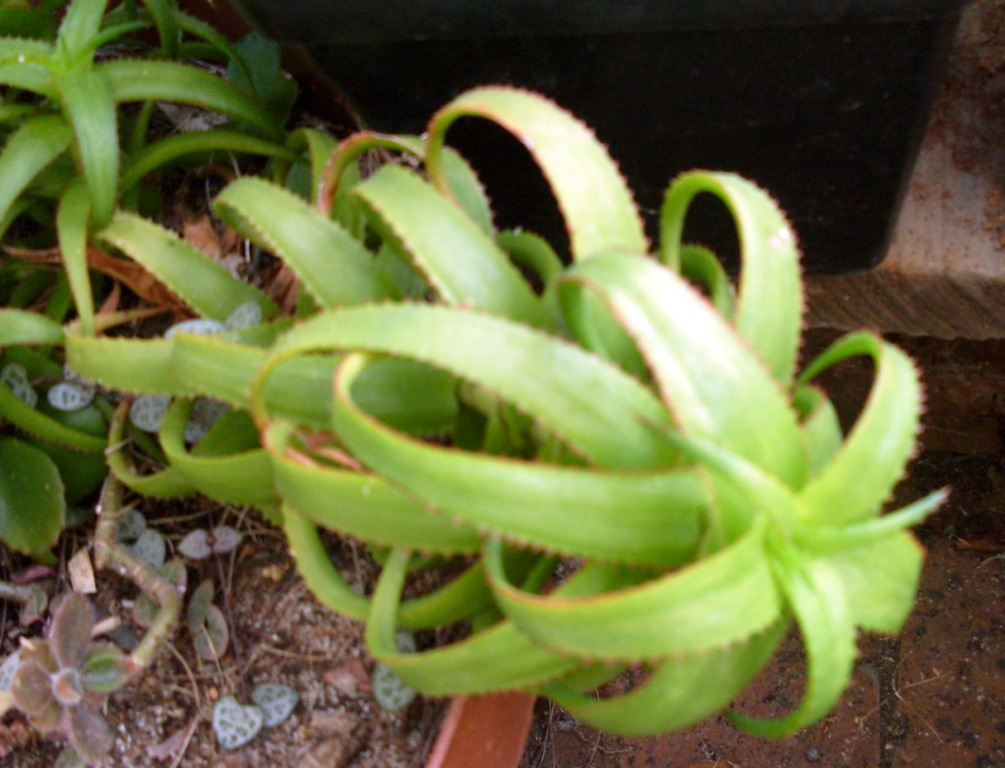
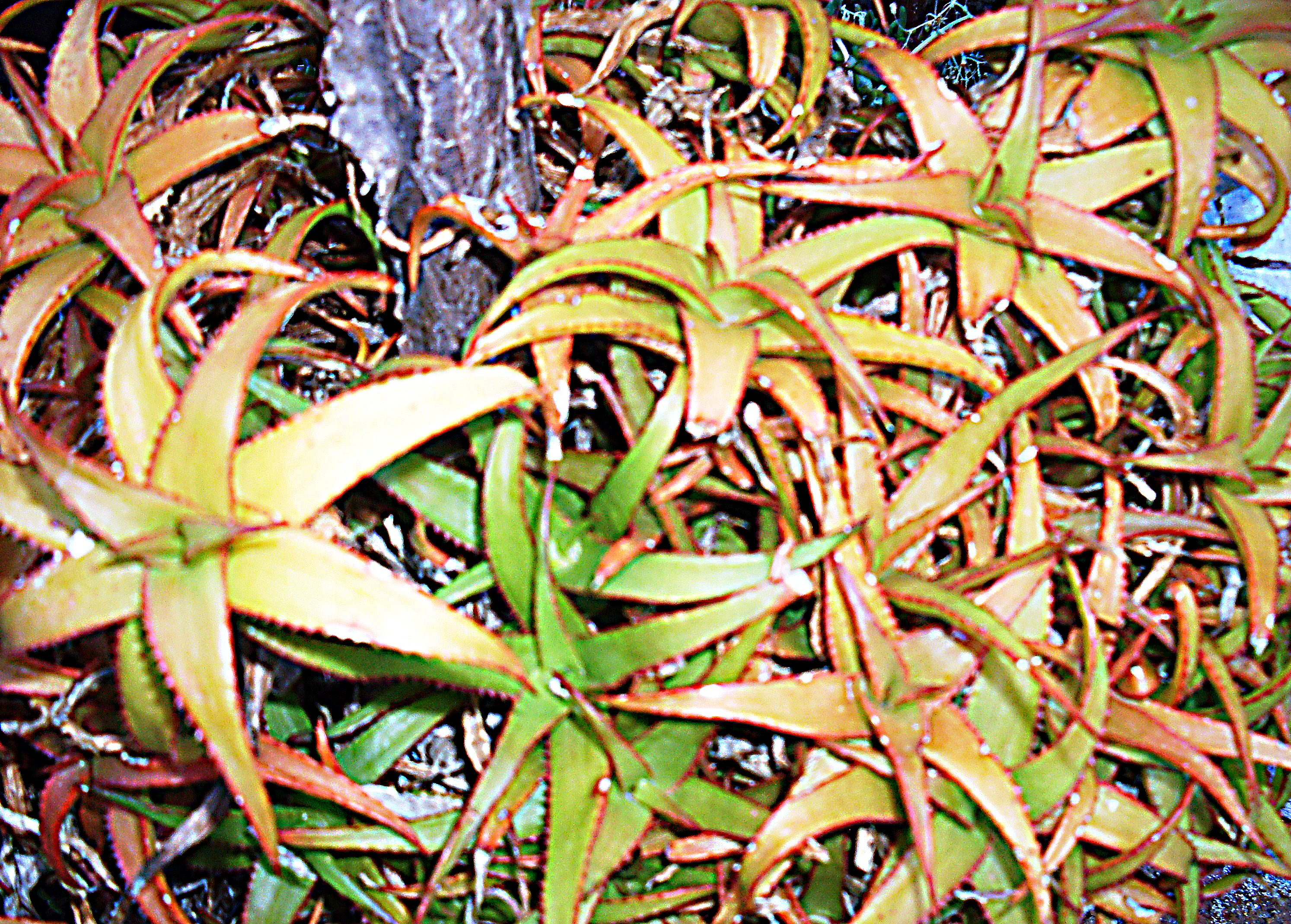